# Generał artylerii

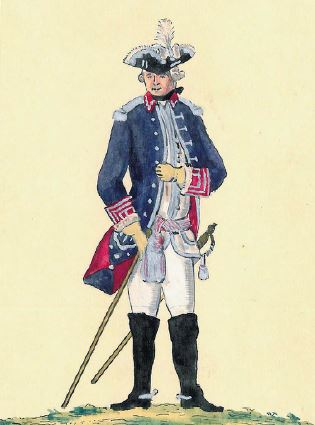
Generał artylerii w 1776

Generał artylerii (łac. generalis artileriae magister) – ustanowiony przez Władysława IV dla Korony w 1637 roku, dla Litwy w 1638 roku. Początkowo powoływany na czas określonej wojny istniał już w XVI wieku, po raz pierwszy w bitwie pod Obertynem w 1531 r. zw. starszym nad armatą. W 1539 r. dowództwo artylerii powierzono hetmanowi polnemu, również w tym czasie niestałemu, potem jednak powrócono do pierwotnej koncepcji generała artylerii. Podczas konfederacji gołąbskiej domagano się kadencji dwuletniej dla generała artylerii, jednak urząd pozostał dożywotni. Generał artylerii podlegał hetmanowi wielkiemu, a od 1775 r. Departamentowi Wojskowemu Rady Nieustającej. 

Zwierzchnik wszystkich zbrojowni i arsenałów, prochowni i odlewni dział (ludwisarni), odpowiedzialny za zaopatrzenie armii i arsenałów w armaty, proch, amunicję, rejestry zaopatrzenia, organizowanie zaprzęgów i taboru artylerii oraz szkolenie artylerzystów. W czasie wojny nierzadko zlecano mu dowództwo innej broni, samodzielnych grup wojska albo członków szyku marszowego lub bojowego. 

Dysponował funduszem, z którego rozliczał się przed hetmanem. Generał koronny z wydatków wyliczał się też na każdym sejmie, litewski od 1717 r. przedkładał rachunki Trybunałowi Radomskiemu. Nie obejmowały generałów incompatibilitates, nie mogli jedynie sprawować innego urzędu wojskowego. Podwładnymi generała artylerii byli cejgmistrze.

## Generałowie artylerii konnej
- Paweł Grodzicki (1637–1646)
- Krzysztof Arciszewski (1646–1650)
- Zygmunt Przyjemski (1650–1652)
- Krzysztof Grodzicki (1652–1659)

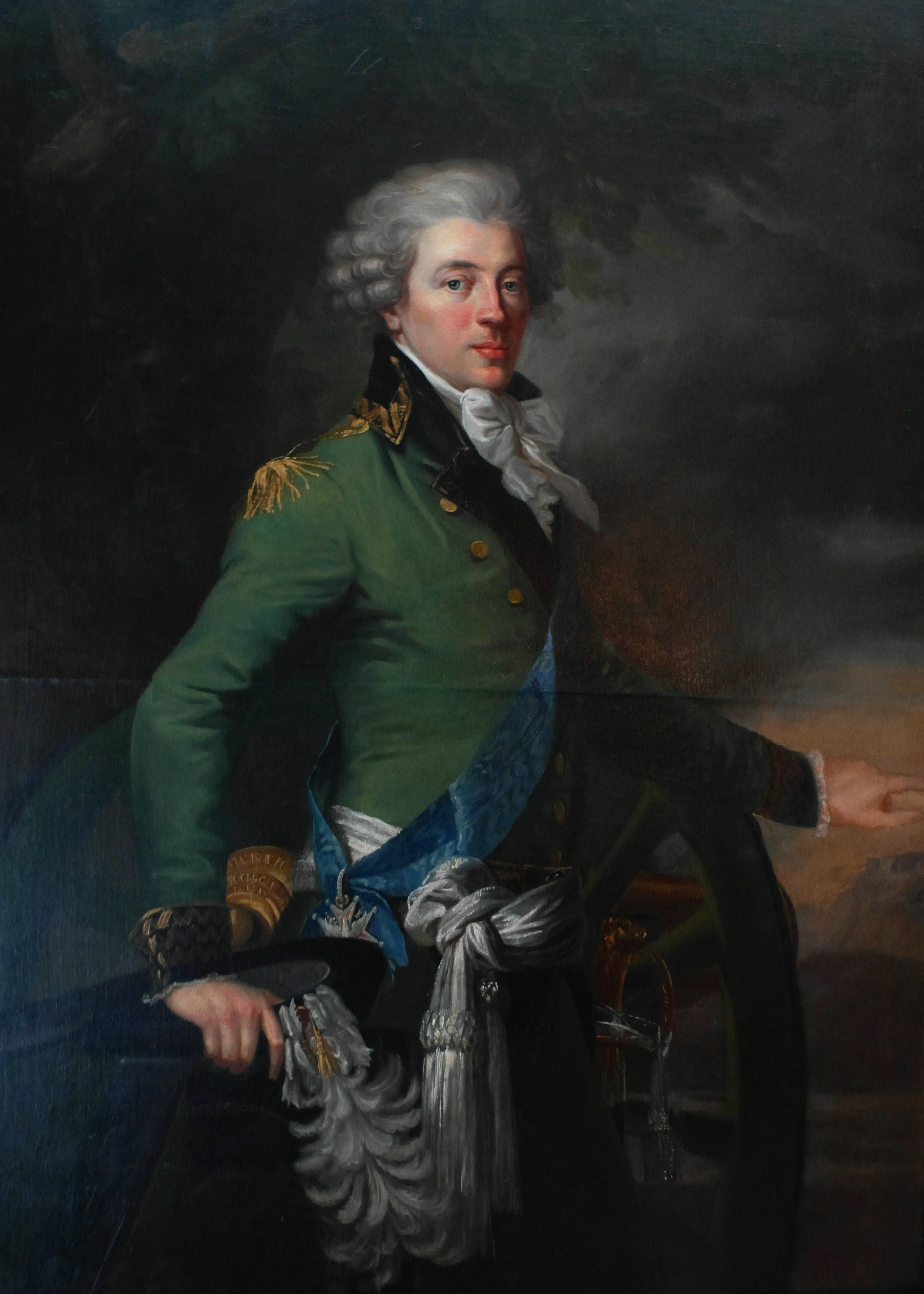
Stanisław Kostka Potocki w mundurze generała artylerii, portret pędzla Józefa Grassiego

- Fromhold von Ludinghausen Wolff (1659–1666)
- Marcin Kazimierz Kątski (1666–1710)
- Jakub Henryk Flemming (1710–1714)[2]
- Jakub Zygmunt Rybiński (1712–1725)
- Jan Stanisław Kątski (1726–1727)
- Jan Klemens Branicki (1728–1735)
- Aleksander Jakub Lubomirski (1746–1752)
- Alojzy Fryderyk von Brühl (1764–1788)
- Stanisław Szczęsny Potocki (1788–1792)
- Stanisław Kostka Potocki (1792)

litewskiej:
- Mikołaj Abrahamowicz (1638–1651)
- Wincenty Aleksander Gosiewski (1651–1652)
- Zygmunt Wahl (1652–1654)
- Mikołaj Władysław Judycki (1654–1670)
- Michał Antoni Kryszpin-Kirszensztein (1670–1673)
- Maciej Korwin Gosiewski (1673–1683)
- Leon Bazyli Sapieha (1684–1686)
- Mateusz Romer(inne języki) (1687–1698)
- Józef Mniszech (1701–1706)
- Krzysztof Kazimierz Siennicki (1706–1707)
- Fabian Teofil Kazimierz Borch(inne języki) (1710)
- Bogusław Ernest Denhoff (1710–1725)
- Kazimierz Leon Sapieha (1725–1738)
- Jan Jerzy Flemming (1738–1746)
- Antoni Sołłohub (1746–1759)
- Eustachy Potocki (1759–1768)
- Franciszek Ksawery Branicki (1768–1773)
- Kazimierz Nestor Sapieha (1773–1793)
- Franciszek Sapieha (1793–1795)